# Відслонення крейдової системи в селі Пилипче
Відслонення крейдової системи в селі Пилипче — геологічна пам'ятка природи місцевого значення в Україні. Розташована нижче за течією від села Пилипче Чортківського району Тернопільської області, на правому схилі річки Нічлава.
Оголошене об'єктом природно-заповідного фонду рішенням виконкому Тернопільської обласної ради від 14 березня 1977 року № 131.
Площа — 1 га.
Під охороною — відслонення крейдової системи, утворене відкладами сеноманського ярусу (алевроліти та опоки з гніздами глауконіт-кварцових пісків потуж. до 3 м), верхньоальбського підярусу (опоки з халцедоновими кременями потужн. 4,5—5 м; дрібно- і сере-дньозерн. вапняки з рештками мор. фауни по-тужн. до 2,5 м; фосфоритовий горизонт потуж. 0,1—0,2 м), середньоальбського підярусу (тонкозернисті піщанисті вапняки з рештками моховаток потуж. 0,3—0,5 м; середньозернисті піски з рештками голок мор. їжаків і зубів риб потуж. 1,8—2 м, тонкий прошарок галечника потуж. 0,05— 0,15 м). Породи альбського ярусу залягають на нерівній поверхні верхньо-силурійських утворень.
У відслоненні найповніше представлені середньоальбські відклади, що дуже важливо для зіставлення різних за складом і генезисом альбських відкладів Поділля.